# 波罗的地盾

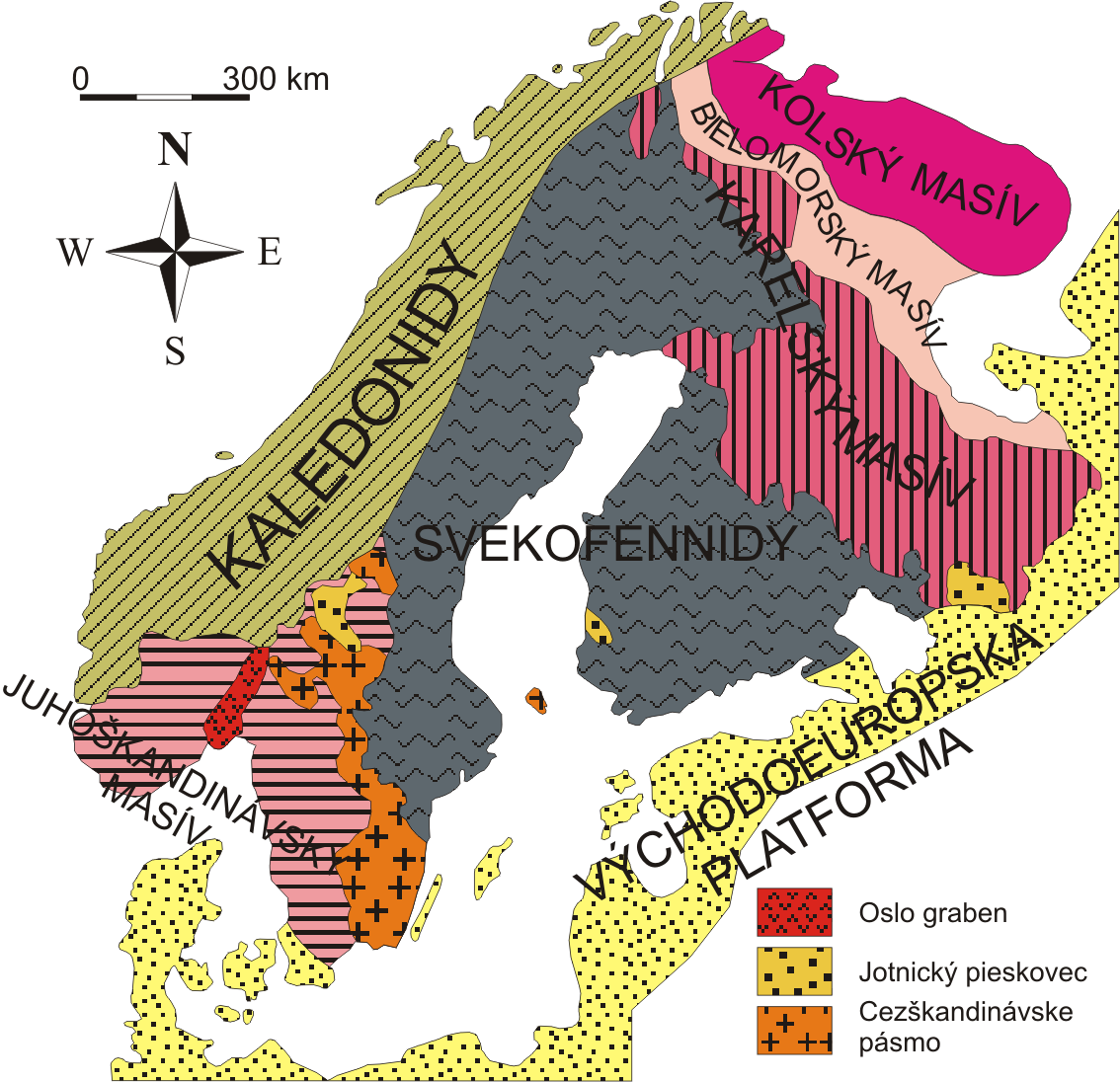
波罗的地盾

波罗的地盾（或稱為芬挪斯堪地盾，Baltic Shield或Fennoscandian Shield）是位于欧洲大陆北部的前寒武紀地质露出区，是欧洲最古老的地质区域之一。
波罗的地盾基本分为5个区域—瑞典芬兰区、瑞典挪威区、科拉半岛区、卡累利阿区和拜勒莫区（东拉普兰），其中地质最古老的岩石有25-34亿年，最年轻的也有9-17亿年。